# Aripeka
Aripeka är en så kallad census-designated place i Hernando County, och Pasco County, i Florida. Vid 2010 års folkräkning hade Aripeka 308 invånare.